# كليوباترا الأورشليمية
كليوباترا الأورشليمية كانت امرأة عاشت في القرن الأول قبل الميلاد خلال الإمبراطورية الرومانية. لقد كانت الزوجة الخامسة لملك يهودا هيرودس الأول.
هناك احتمال أن تكون كليوباترا ابنةً لأحد النبلاء المحليين في أورشليم. لقد ولدت وترعرعت في المدينة ومن الممكن أن تكون ذات أصول يهودية أو أدومية - فينيقية.[بحاجة لمصدر] كانت كليوباترا تدعى كليوباترا من أورشليم لتمييزها عن الملكة البطلمة اليونانية كليوباترا السابعة من مصر.
يذكر يوسفوس فلافيوس «كليوباترا الأورشليمية» مرتين: مرة في كتابيه آثار اليهود 17.1.3 ومرة في الحرب اليهودية 1.28.4. كليوباترا هذه لا علاقة لها بالسلالة الحشمونية.[بحاجة لمصدر] وقد تزوجت الملك هيرودس الأول في العام 25 قبل الميلاد. من المرجح أن هيرودس تزوجها كجزء من تحالف سياسي.
ولدت كليوباترا لهيرودس ابنين وهما:
- هيرودس (ولد في العام 24 قبل الميلاد / 23 قبل الميلاد) والذي لا يعرف عنه إلا القليل.[بحاجة لمصدر]
- هيرودس فيلبس الثاني (ولد في العام 22 قبل الميلاد / 21 قبل الميلاد – 34)[3] الذي أصبح فيما بعد عضوًا في حكومة رباعية حكمت اليطوريون واللجاة.

تربى وتعلم أطفال كليوباترا من هيرودس في روما. وبعد وفاة زوجها في العام 4 قبل الميلاد، ورث ابنها الثاني بعض من سيادة والده وحكم كملك عميل لروما حتى وفاته في العام 34. أصبحت كليوباترا حماة زوجة فيليب وابنة شقيقه سالومي. لم يكن لفيليب وسالومي أطفال.